# Le Briseur de grève
Le Briseur de grève (titre original : Strikebreaker) est une nouvelle de science-fiction d'Isaac Asimov, parue pour la première fois en janvier 1957 dans le magazine The Original Science Fiction Stories. 

## Titre et thème de la nouvelle
Le titre lors de sa première publication était Male Strikebreaker, autre exemple des bizarres altérations que les rédactions imposaient parfois à Asimov. On la trouve en français dans les recueils Jusqu'à la quatrième génération (où elle s'intitule simplement Briseur de grève) puis Le Robot qui rêvait.
Isaac Asimov dit en avoir trouvé l'idée dans une menace de grève du métro de New York en 1956, grève qui aurait paralysé la ville si elle avait été déclenchée.

## Résumé
Le professeur Steven Lamorak visite Elsevere (corruption de elsewhere : ailleurs), un astéroïde totalement autonome : ses habitants y ont constitué un écosystème en équilibre parfait, de sorte qu'ils n'ont pas à importer quoi que ce soit. Cette société est un cas idéal pour Lamorak, sociologue, qui s'intéresse à toutes les communautés humaines atypiques. Entre autres, il constate l'importance des castes, qui fixent la place de chaque habitant et procurent une sécurité psychologique nécessaire dans ce système fermé.
Or, pendant son séjour, cette même société se détraque : Igor Ragusnik, l'unique ingénieur de l'usine de traitement des déchets, se révolte contre l'impitoyable ostracisme qui frappe sa famille, véritable lignée de parias du fait de leur travail - alors même qu'il ne s'approche jamais des déchets eux-mêmes ! Il réclame une vie normale, le droit pour lui et son fils de sortir de chez eux et de choisir librement leurs compagnes, sans quoi l'usine restera stoppée et l'écosystème sera anéanti. Le conseil dirigeant refuse : le tabou est trop fort.
La crise monte jusqu'à ce que Lamorak décide de casser cette logique de blocage : il va lui-même relancer les machines. Ragusnik est donc forcé de cesser sa grève et Lamorak s'excuse auprès de lui en disant que, de cette façon, les mentalités vont évoluer peu à peu : ayant pris conscience du danger, le conseil va chercher des aménagements à l'inhumaine condition qui lui est faite.
Mais combien de temps faudra-t-il ? C'est la question que se posent les deux hommes, surtout lorsque Lamorak découvre qu'il est lui-même devenu un autre paria que le conseil s'empresse de faire partir de l'astéroïde.